# Robert de Saint Jean
Pour les articles homonymes, voir Saint-Jean.
Robert de Saint Jean, né le 12 juin 1901 à Paris 7e et mort le 16 janvier 1987 à Paris 10e, est un écrivain et journaliste français. Il est le compagnon de l'écrivain américain d'expression française Julien Green. Comme ce dernier, il tient un journal qu'il publie et qui permet d'appréhender la vie culturelle française sur plusieurs dizaines d'années.

## Biographie
Fils de Raoul Radet de Saint)Jean et de Charlotte Serreulles, qui demande et obtient le divorce, élevé dans un milieu bourgeois à Paris, notamment par sa grand-mère paternelle (Céline-Marie née Duhamel, épouse en secondes noces et veuve du général de brigade Robert de Saint-Jean), demi-frère de Claude Bouchinet-Serreulles, il est élève au Collège Stanislas jusqu'en 1918. Il étudie ensuite au Royaume-Uni, à Cambridge où il a une chambre au King's College.
Robert de Saint Jean est secrétaire de rédaction à partir de 1924 puis rédacteur en chef de janvier 1928, au 1er avril 1935 de La Revue hebdomadaire de François Le Grix, publiée par Plon. Il y est notamment chroniqueur littéraire, de romans ou d'essais ; il dirige la rubrique « La vie littéraire ». Il a pu y écrire de rares articles politiques. Ainsi, en 1925, un article assez sévère consacré aux faiblesses des partis opposés au Cartel des gauches, qui le classe à droite. Il mène avec un confrère, Roger Giron, une enquête remarquée sur les convictions politiques des jeunes écrivains (Drieu la Rochelle, François Mauriac, Montherlant, Jean Cassou, André Maurois, Cocteau, Henri Rambaud, Maurice Martin du Gard, Ramon Fernandez, et alii) en 1926 puis interroge seul, de même, des industriels et des personnalités liées au monde des affaires,. 
C'est au domicile de Le Grix, homosexuel comme lui, qu'il rencontre le romancier Julien Green, le samedi 22 novembre 1924. Ils ont tous deux été conviés à un thé avec d'autres amis du directeur de La Revue hebdomadaire. Leur amour n'est pas que platonique, contrairement à ce que Green affirmait de son vivant et comme le révèle le Journal intégral posthume de ce dernier (publié depuis 2019). Ils vivent une vraie intimité physique et forment un couple libre dans l'entre-deux-guerres. Chacun multiplie les partenaires occasionnels qu'ils partagent parfois. Ils partagent aussi un appartement en 1929-1930, avec la romancière Anne Green, sœur aînée de Julien. Ils resteront très liés durant une soixantaine d'années, faisant ensemble de nombreux voyages (Allemagne, Autriche, Italie, Tunisie, États-Unis, Danemark, Suède, etc., dans les années 1920 et 1930). Aux visites touristiques et culturelles se mêlent souvent des aventures sexuelles. Il voyage aussi sans Julien Green, là-encore faisant des rencontres. Green le rejoint à Londres de septembre à novembre 1936 puis en janvier-février 1937. À Paris, il fréquente dans l'entre-deux-guerres les lieux prisés des homosexuels, comme la brasserie le Sélect, le café Smith, le Club liégeois ou les bains Odessa. Il y rencontre des garçons, parfois des prostitués. Il fréquente aussi avec son compagnon les milieux littéraires, notamment André Gide, Jean Cocteau, André Malraux, François Mauriac, Henry de Montherlant et beaucoup d'autres écrivains. Il côtoie aussi des peintres (Salvador Dali, Christian Bérard ou Pavel Tchelitchev) et des mécènes mondains (Marie-Laure de Noailles et son époux Charles de Noailles notamment).
Dans les années 1930, il est conseiller chez l'éditeur Plon ; il dirige la collection « Choses vues », lancée en avril 1930 et interrompue en 1935,. Il écrit une pièce de théâtre, qu'il n'est pas parvenu à faire jouer. Gallimard publie en revanche son unique roman en 1936, Le feu sacré. Il décrit un jeune garçon, René, qui grandit auprès de sa mère et de sa grand-mère, écrasé par le souvenir de son frère aîné mort durant la Première Guerre mondiale et idéalisé par sa mère, et qui se déprend peu à peu de l'image de ce frère, encombrante et fausse. Julien Green en donne un compte rendu louangeur dans Le Figaro, sans mentionner leur relation. Dans ce même quotidien, Robert de Saint Jean avait chroniqué l'année précédente un ouvrage de Green car Le Grix n'avait pas voulu faire paraître sa chronique dans La Revue hebdomadaire.
Robert de Saint Jean est surtout journaliste. Son premier livre, publié en 1934 et consacré aux États-Unis de Roosevelt, qu'il a visité avec Green, est paru auparavant sous la forme d'articles dans différents périodiques (Le Temps, Le Figaro, Paris-Midi, Marianne, Les Nouvelles littéraires, Vu, La Revue hebdomadaire, etc). Ils lui valent le prix de la fondation Strassburger. Ses voyages avec Green lui ont permis de rencontrer des dirigeants politiques, tels en 1935 le chancelier Kurt Schuschnigg, à Vienne ou Mussolini à Rome, et d'écrire des articles, pour la Revue hebdomadaire, un périodique de province ou des quotidiens parisiens comme Le Petit Parisien, Le Figaro ou Le Journal,,,,. Il collabore au quotidien Paris-Soir de Jean Prouvost, à partir de 1936. Ce journal lui offre le poste de correspondant à Londres en avril 1936. Il est envoyé spécial pour ce journal, à Londres de juillet 1936 à 1937, en Autriche, en Albanie et en Tchécoslovaquie en 1938, à Rome et à Londres en 1939. Il publie alors quelques articles dans d'autres journaux, comme Le Figaro. 
En juin 1940, il est le directeur adjoint de Prouvost, qui a été chargé de l'information et de la censure par le président du Conseil Paul Reynaud. 
Il quitte ensuite la France car il est inscrit sur la liste noire allemande à cause de ses articles, et rejoint les États-Unis, grâce à Julien Green et à des relations de ce dernier. Il devient l'adjoint de Pierre Lazareff, ancien rédacteur en chef de Paris-Soir, à la section française de l’Office de l'information de guerre (Office of War Information). Il est aussi correspondant de France-Afrique puis de l'Agence France-Presse en 1944,.
Il rentre en France après la guerre, collabore à France-Soir de Lazareff, de 1946 à 1948, à l'hebdomadaire Carrefour — il signe un article dès le no 4, en septembre 1944 et ses articles se font plus nombreux à partir de 1946, jusqu'en 1957 —, au quotidien Le Parisien libéré, — possédé comme Carrefour par Émilien Amaury — puis à Paris Match de Jean Prouvost, jusqu'en 1968. Il travaille à la direction de leur service étranger. Il préside l'Association de la presse diplomatique française de 1958 à 1962,,,. Il est brièvement directeur littéraire chez Plon en 1960.
Robert de Saint Jean reçoit en 1984 le prix Marcel-Proust.

## Œuvres
- Avec Roger Giron, La Jeunesse littéraire devant la politique, 1928, éditions des Cahiers libres, 98 p. (enquête parue auparavant dans La Revue hebdomadaire)
- La vraie révolution de Roosevelt, Grasset, 1934
- Le Feu sacré, Gallimard, 1936 (roman)
- Démocratie, beurre et canons : journal de guerre d'un Français moyen, New-York, Éditions de la Maison française, 1941
- Julien Green par lui-même, Seuil, 1967
- Journal d'un journaliste, Grasset, 1974
- Moins cinq : journal des temps qui courent , Grasset, 1977
- Passé pas mort, Grasset, 1983, rééd. 2012
- Julien Green, avec Luc Estang, réédition 1990